# Erich Borchmeyer
Erich Borchmeyer (Münster, 23 gennaio 1905 – Bielefeld, 17 agosto 2000) è stato un velocista tedesco.

## Palmarès

### Olimpiadi
- Argento a Los Angeles 1932 nella staffetta 4×100 metri.
- Bronzo a Berlino 1936 nella staffetta 4×100 metri.

### Europei
- Argento a Torino 1934 nei 100 metri piani.